# Bukovica Velika (Doboj)
Bukovica Velika (szerbül: Велика Буковица), település Bosznia-Hercegovinában, a Szerb Köztársaság északi régiójában Doboj községben. 

## Fekvése
A település Bosznia-Hercegovina északi részén, Dobojtól légvonalban 7, közúton 10 km-re északnyugatra, a Krnjin régióban, a Boszna-folyó bal partján, 138-228 méteres magasságban található.

## Népessége
| Nemzetiségi csoport | Népesség 1991 | Népesség 2013 |
| ------------------- | ------------- | ------------- |
| Szerb               | 1360          | 2723          |
| Bosnyák             | 12            | 1             |
| Horvát              | 11            | 11            |
| Jugoszláv           | 46            | 0             |
| Egyéb               | 52            | 7             |
| Összesen            | 1481          | 2741          |

## Története
A település középkori előzményéről tanúskodik a területén talált két késő középkori sírhalom, melyek az idők során házépítés következtében semisültek meg.
A település 1878-ig tartozott az Oszmán Birodalomhoz, ekkor a berlini kongresszus határozata alapján az Osztrák-Magyar Monarchia része lett. 1879-ben az első osztrák-magyar népszámlálás során a Tešanjii járáshoz tartozó településnek 54 háztartása, 386 ortodox és 4 muszlim lakosa volt. 1910-ben a Dervetai járáshoz tartozó településen 105 háztartást, 590 ortodox, 21 római katolikus és 5 muszlim lakost találtak. A monarchia szétesésével 1918-ban előbb a Szerb-Horvát-Szlovén Királyság, majd 1929-től a Jugoszláv Királyság része lett. Az 1929-es törvény értelmében, amikor Bosznia-Hercegovinát négy banovinára, Drinskára, Vrbaskára, Zetskára és Primorskára osztották, a település a Vrbaska banovina része lett, amelynek székhelye Banja Luka volt.
A második világháborúban Jugoszlávia megszállása után a Független Horvát Állam (NDH) része lett. A második világháború után 1992-ig a település a szocialista Jugoszlávia keretében a Bosznia-Hercegovinai Népköztársaság része volt. A boszniai háborút lezáró daytoni békeszerződés rendelkezése alapján az ország területét felosztották a Bosznia-hercegovinai Föderáció és a boszniai Szerb Köztársaság között.  A békeszerződés utáni területmegosztási megállapodás értelmében a Boszniai Szerb Köztársasághoz és Doboj községhez került. 

## Nevezetességei
- Szent Illés próféta tiszteletére szentelt ortodox temploma. Építése 1921-ben kezdődött.[8]  A templomot 1924-ben szentelte fel Mihailo Jovanović szabácsi püspök, a Zvornik-Tuzla-i metropolita adminisztrátora.[8]] A templom első és általános restaurálására 1978-ban került sor. Az ikonosztáz ikonjait a doboji Aleksandar Vasiljević festette, a restaurálást pedig a bijeljinai Nenad Drinić végezte. A templom Velika Bukovica második plébániájához tartozik, amely Grabovica, Mala Bukovica egy része, Rudanka, Jazina és Uler településeket foglalja magában.[8]

- Szent Péter és Pál apostolok tiszteletére ortodox temploma Lužaniban. A templom mérete 15x7 méter. A templom építése 1991-ben kezdődött Živojin Mitrović építész tervei alapján. A templom alapjait 1991. szeptember 28-án szentelte fel Vasilije, Zvornik-Tuzla püspöke. A templom 1995-ben készült el, és ugyanazon év július 16-án szentelte fel Vasilije püspök. A 2000 m²-es telket, amelyen a templom épült, a lužani Rade és Đorđo Davidović testvérek adományozták. A templomot a belgrádi Vuk Lukić és az ukrinai Siniša Damjanović festette ki 2007 augusztusa és 2008 májusa között. A diófából készült ikonosztázt a doboji „Razvitak” cég készítette. Az ikonosztáz ikonjait a doboji Aleksandar Vasiljević festette élénk színekkel. A templomban Sanghaji Szent János, Szent Petka Paraskeva, az Ayudi Szent Mártírok (a román ortodox egyházból) és Koriši Szent Péter ereklyéi találhatók. A plébániához Lužani, Trnjačani, Brđani, Aerodrum, Orašac, Ristića Gaj, Trnovo 1 és 2 Kotorskoban, valamint Rudanka egy része tartozik.[9]

- Uler (Razvale) – középkori temetkezések maradványai. A Boszna völgyétől 4 km-re nyugatra két sírhalom volt található, melyek azóta házépítés következtében megsemmisültek. Az I- es számú halom feltárása a két világháború között kezdődött és 1979/80-ban ért véget. A halomban több sírt találtak, melyek mellékletekkel rendelkeztek. Legérdekesebb lelete egy pár 14. századi sarkantyú volt, melyek azóta a Doboji Múzeumba kerültek. A II-es számú halom szintén megsemmisült, az itteni sírok mellékleteit széthordták. 8-9 méter szélesek és 0,6 méter magasak voltak.[5]